# Dylan Moscovitch
Dylan Moscovitch (ur. 23 września 1984 w Toronto) – kanadyjski łyżwiarz figurowy startujący w parach sportowych. Wicemistrz olimpijski z Soczi (2014, drużynowo), wicemistrz (2013) i brązowy medalista czterech kontynentów (2017), medalista zawodów z cyklu Grand Prix i Challenger Series, mistrz Kanady (2011). Zakończył karierę amatorską 10 kwietnia 2018.

## Osiągnięcia

### Z Lubow Iluszeczkiną
| Zawody                           | 14–15          | 15–16          | 16–17          | 17–18          |                |                |                |                |                |                |                |                |                |                |                |                |                |
| Międzynarodowe                   | Międzynarodowe | Międzynarodowe | Międzynarodowe | Międzynarodowe | Międzynarodowe | Międzynarodowe | Międzynarodowe | Międzynarodowe | Międzynarodowe | Międzynarodowe | Międzynarodowe | Międzynarodowe | Międzynarodowe | Międzynarodowe | Międzynarodowe | Międzynarodowe | Międzynarodowe |
| -------------------------------- | -------------- | -------------- | -------------- | -------------- | -------------- | -------------- | -------------- | -------------- | -------------- | -------------- | -------------- | -------------- | -------------- | -------------- | -------------- | -------------- | -------------- |
| Mistrzostwa świata               | 13             | 7              | 6              |                |                |                |                |                |                |                |                |                |                |                |                |                |                |
| Mistrzostwa czterech kontynentów | 6              | 5              | 3              | 4              |                |                |                |                |                |                |                |                |                |                |                |                |                |
| GP Cup of China                  |                | 7              | 3              |                |                |                |                |                |                |                |                |                |                |                |                |                |                |
| GP NHK Trophy                    |                | 5              |                |                |                |                |                |                |                |                |                |                |                |                |                |                |                |
| GP Skate Canada International    |                |                | 3              | 6              |                |                |                |                |                |                |                |                |                |                |                |                |                |
| GP Trophée Eric Bompard          |                |                |                | 4              |                |                |                |                |                |                |                |                |                |                |                |                |                |
| CS Finlandia Trophy              |                |                |                | 4              |                |                |                |                |                |                |                |                |                |                |                |                |                |
| CS Memoriał Ondreja Nepeli       | 4              |                |                |                |                |                |                |                |                |                |                |                |                |                |                |                |                |
| CS Nebelhorn Trophy              |                |                | 2              |                |                |                |                |                |                |                |                |                |                |                |                |                |                |
| CS Warsaw Cup                    | 1              |                |                |                |                |                |                |                |                |                |                |                |                |                |                |                |                |
| Krajowe                          |                |                |                |                |                |                |                |                |                |                |                |                |                |                |                |                |                |
| Mistrzostwa Kanady               | 2              | 3              | 2              | 4              |                |                |                |                |                |                |                |                |                |                |                |                |                |
| SC Challenge                     | 1              |                |                |                |                |                |                |                |                |                |                |                |                |                |                |                |                |

### Z Kirsten Moore-Towers

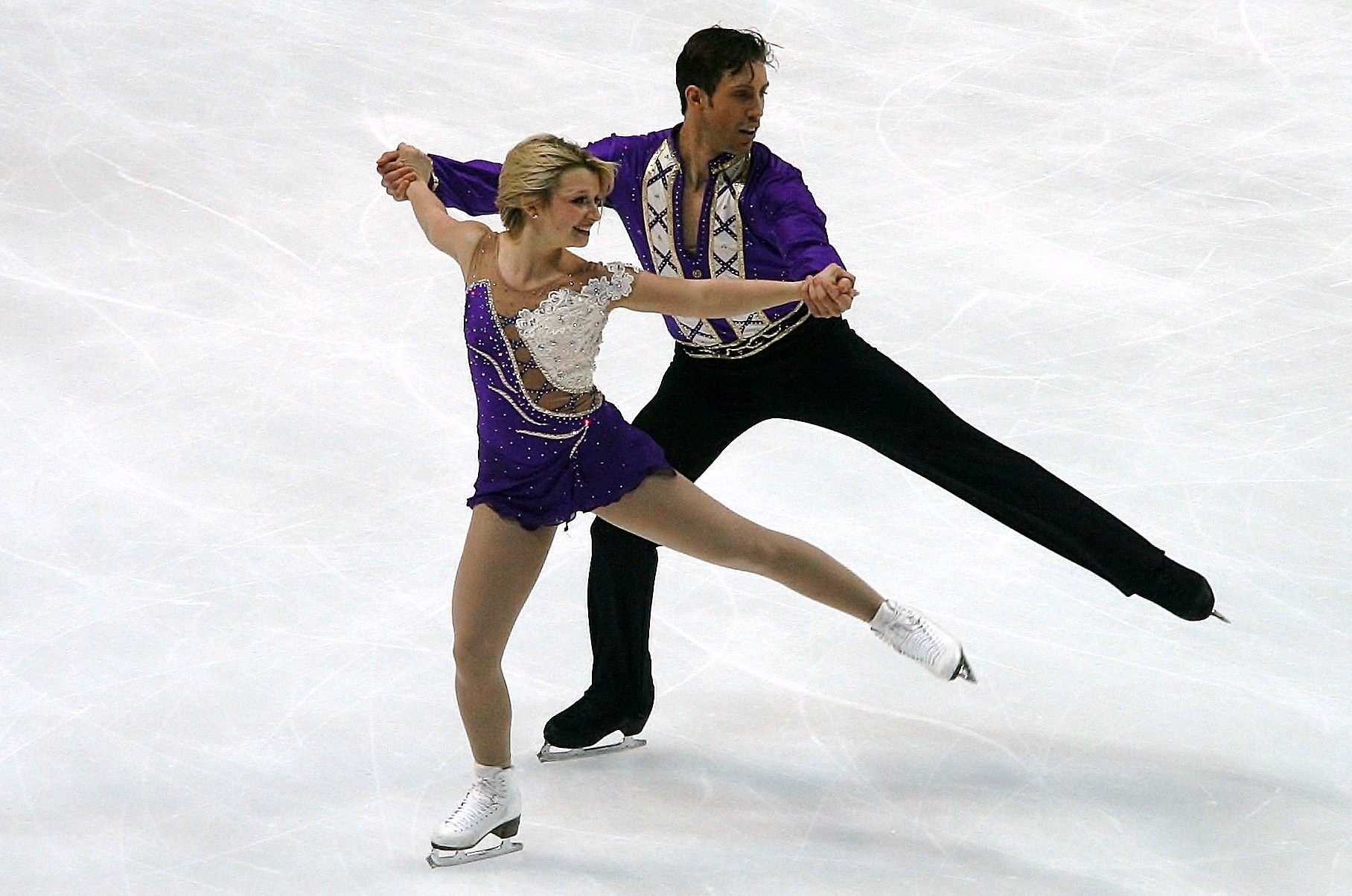
Moore-Towers i Moscovitch na mistrzostwach świata 2011

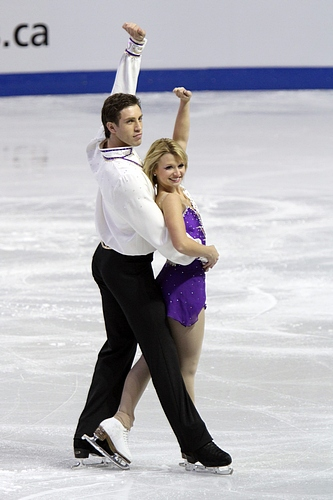
Moore-Towers i Moscovitch na zawodach Skate Canada International 2010

| Zawody                           | 09–10          | 10–11          | 11–12          | 12–13          | 13–14          |                |                |                |                |                |                |                |                |                |                |                |                |
| Międzynarodowe                   | Międzynarodowe | Międzynarodowe | Międzynarodowe | Międzynarodowe | Międzynarodowe | Międzynarodowe | Międzynarodowe | Międzynarodowe | Międzynarodowe | Międzynarodowe | Międzynarodowe | Międzynarodowe | Międzynarodowe | Międzynarodowe | Międzynarodowe | Międzynarodowe | Międzynarodowe |
| -------------------------------- | -------------- | -------------- | -------------- | -------------- | -------------- | -------------- | -------------- | -------------- | -------------- | -------------- | -------------- | -------------- | -------------- | -------------- | -------------- | -------------- | -------------- |
| Igrzyska olimpijskie             |                |                |                |                | 5              |                |                |                |                |                |                |                |                |                |                |                |                |
| Mistrzostwa świata               |                | 8              |                | 4              | 4              |                |                |                |                |                |                |                |                |                |                |                |                |
| Mistrzostwa czterech kontynentów | 9              | 5              |                | 2              |                |                |                |                |                |                |                |                |                |                |                |                |                |
| GP Finał Grand Prix              |                | 6              |                | 5              | 6              |                |                |                |                |                |                |                |                |                |                |                |                |
| GP Cup of China                  |                |                | 3              | 4              |                |                |                |                |                |                |                |                |                |                |                |                |                |
| GP NHK Trophy                    |                |                |                | 2              |                |                |                |                |                |                |                |                |                |                |                |                |                |
| GP Rostelecom Cup                |                |                |                |                | 3              |                |                |                |                |                |                |                |                |                |                |                |                |
| GP Skate America                 |                | 2              | 3              |                | 2              |                |                |                |                |                |                |                |                |                |                |                |                |
| GP Skate Canada International    | 6              | 2              |                |                |                |                |                |                |                |                |                |                |                |                |                |                |                |
| U.S. International Classic       |                |                |                | 1              | 1              |                |                |                |                |                |                |                |                |                |                |                |                |
| Krajowe                          |                |                |                |                |                |                |                |                |                |                |                |                |                |                |                |                |                |
| Mistrzostwa Kanady               | 5              | 1              | 4              | 2              | 2              |                |                |                |                |                |                |                |                |                |                |                |                |
| Zawody drużynowe                 |                |                |                |                |                |                |                |                |                |                |                |                |                |                |                |                |                |
| Igrzyska olimpijskie             |                |                |                |                | 2 T 2 P        |                |                |                |                |                |                |                |                |                |                |                |                |

### Z Kyrą Moscovitch
| Zawody             | 05–06          | 06–07          | 07–08          | 08–09          |                |                |                |                |                |                |                |                |                |                |                |                |                |
| Międzynarodowe     | Międzynarodowe | Międzynarodowe | Międzynarodowe | Międzynarodowe | Międzynarodowe | Międzynarodowe | Międzynarodowe | Międzynarodowe | Międzynarodowe | Międzynarodowe | Międzynarodowe | Międzynarodowe | Międzynarodowe | Międzynarodowe | Międzynarodowe | Międzynarodowe | Międzynarodowe |
| ------------------ | -------------- | -------------- | -------------- | -------------- | -------------- | -------------- | -------------- | -------------- | -------------- | -------------- | -------------- | -------------- | -------------- | -------------- | -------------- | -------------- | -------------- |
| Nebelhorn Trophy   |                |                |                | 8              |                |                |                |                |                |                |                |                |                |                |                |                |                |
| Krajowe            |                |                |                |                |                |                |                |                |                |                |                |                |                |                |                |                |                |
| Mistrzostwa Kanady | 1 J            | 7              | 4              |                |                |                |                |                |                |                |                |                |                |                |                |                |                |